# Prigorodnyj rajon
Il Prigorodnyj rajon in russo Пригородный район? è uno degli otto rajony nei quali è divisa l'Ossezia del Nord, esso è situato lungo il confine con l'Inguscezia ed è attraversato dal fiume Terek; il capoluogo è Oktjabr'skoe.
Al contrario degli altri sette distretti della Repubblica, dove gli osseti costituiscono la maggioranza etnica, in quello di Prigorodnyj vi è una consistente presente inguscia, dovuta al fatto che la parte orientale del distretto era parte integrante della Repubblica Socialista Sovietica Autonoma Ceceno-Inguscia fino al marzo 1944.